# Lorenzo d'Avack
Lorenzo d'Avack (Roma, 30 settembre 1943) è un giurista italiano, attuale membro del comitato nazionale per la bioetica.

## Biografia
Conseguita nel 1966 la laurea in giurisprudenza all'Università degli Studi di Roma "La Sapienza", nel 1970 fu designato assistente alla cattedra di filosofia del diritto della Sapienza, incarico che conservò fino al 1980. Il tredici aprile 1972 divenne giornalista pubblicista, il venticinque maggio avvocato e il primo novembre fu nominato professore incaricato di filosofia politica all'Università degli Studi di Macerata; per l'anno accademico 1975-1976, nel medesimo ateneo, fu nominato professore incaricato di sociologia del diritto.
Nel 1980 fu designato professore straordinario di filosofia della politica presso la Facoltà di giurisprudenza dell'Università di Macerata, dove dal 1981 al 1985 fu anche professore incaricato di storia delle dottrine politiche.
Nel 1983 divenne avvocato cassazionista, occupandosi prevalentemente di diritto civile, e professore ordinario di filosofia della politica. Nel 1988 si trasferì all'Università degli Studi di Napoli Federico II, dove divenne titolare della cattedra di teoria generale del diritto; nel 1998 gli fu assegnata, nella stessa università, la cattedra di filosofia del diritto.
Nel 2002 fu chiamato dall'Università degli Studi Roma Tre per divenire titolare della cattedra di filosofia del diritto e nello stesso anno entrò nel Comitato nazionale di bioetica: nel 2007 ne divenne vicepresidente, nel 2015 presidente vicario e nel 2018 presidente.
Dal 2016 al 2019 è stato incaricato della cattedra di bioetica e biodiritto a Roma Tre e di metodologia della scienza giuridica alla Luiss Guido Carli. 
L'undici agosto 2017 è divenuto professore emerito di filosofia del diritto.

## Opere
- La ragione dei re, 1974
- I nodi del potere, 1979
- Introduzione alle opere complete di George Savile Primo Marchese di Halifax, 1988
- Ordine giuridico e ordine tecnologico, 1998
- Costituzione e rivoluzione, 2000
- Verso un antidestino, 2009
- Il progetto filiazione nell'era tecnologica, 2014
- Il potere sul corpo, 2015
- Il dominio delle biotecnologie, 2018
- Consenso informato e scelte di fine vita, 2020